# 바티칸 시국의 박물관 목록
다음은 바티칸 시국의 박물관 목록이다.
- 바티칸 박물관
  - 바티칸 역사 박물관